# São José da Bela Vista
São José da Bela Vista là một đô thị ở bang São Paulo của Brasil. 
São José da Bela Vista được thành lập ngày 19/3/1885. Đô thị này nằm ở vĩ độ 20º35'35" độ vĩ nam và kinh độ 47º38'24" độ vĩ tây, trên khu vực có độ cao 730 m. Dân số năm 2004 ước tính là 8.565 người. 
Đô thị này có diện tích 276,964 km².

## Sông ngòi
- Sông Sapucaí
- Ribeirão Salgado

## Các xa lộ
- SP-345